# ممسوس بملاك
ممسوس بملاك (بالإنجليزية: Touched by an Angel)‏ هو مسلسل دراما تم إنتاجه في الولايات المتحدة. بدأ عرضه في سنة 1994. عرض على سي بي إس. بلغ عدد مواسم المسلسل 9 مواسم، بلغ عدد حلقاته 212 حلقة، وتبلغ مدة الحلقة الواحدة 48 دقيقة. تم بث المسلسل لأول مرة بتاريخ 21 سبتمبر 1994 بينما تم بث آخر حلقة منه بتاريخ 27 أبريل 2003 بعد أن استمر لقرابة 9 أعوام. من بطولة روما داوني والكسيس كروز.

## روابط خارجية
- ممسوس بملاك على موقع IMDb (الإنجليزية)
- ممسوس بملاك على موقع ميتاكريتيك (الإنجليزية)
- ممسوس بملاك على موقع روتن توميتوز (الإنجليزية)
- ممسوس بملاك على موقع ليتربوكسد (الإنجليزية)
- ممسوس بملاك على موقع كينوبويسك (الروسية)
- ممسوس بملاك على موقع ألو سيني (الفرنسية)
- ممسوس بملاك على موقع قاعدة بيانات الفيلم (الإنجليزية)